# Pirografia

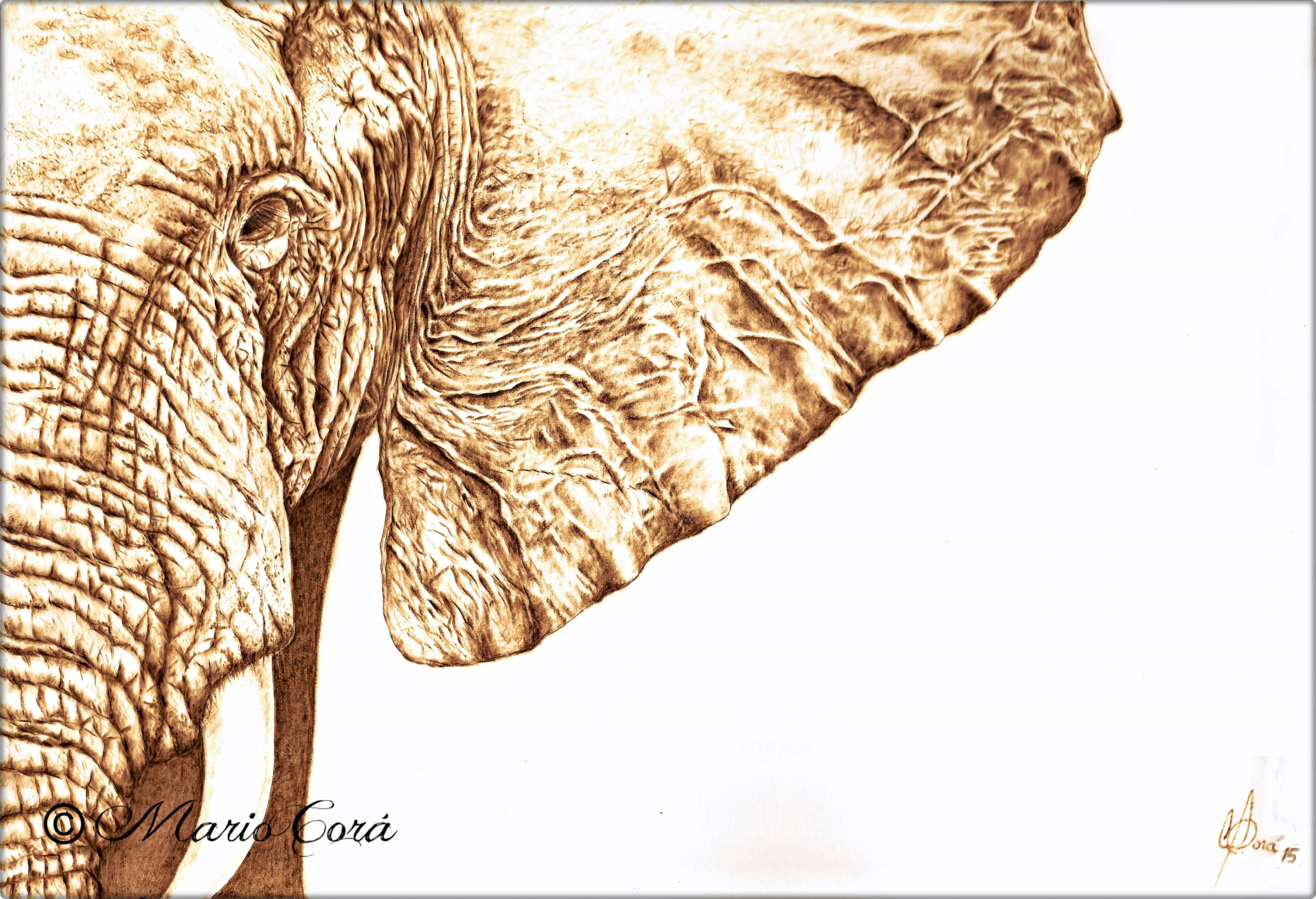

A palavra pirografia é a arte de decorar madeira ou outros materiais com marcas de queimadura resultantes da aplicação controlada de um objeto aquecido, como o Fireplace poker. É também conhecido como  'pokerwork'  ou  'wood burning' . De origem grega, a palavra significa “escrita + fogo”. Cogita-se que a pirografia foi das primeiras manifestações artísticas humanas, já que a humanidade descobriu o fogo há mais ou menos dez mil anos. É uma forma de arte primitiva e ancestral. 
A história da pirografia é tão antiga, que a palavra antropologia pode ser utilizada. Está diretamente ligada à história do fogo. O fogo fascina a humanidade há milhares de anos. Foi onde a humanidade encontrou o poder para moldar a natureza à sua vontade. O fogo foi utilizado como proteção, na caça, como aquecimento.  Além de tudo isso, o homem pré-histórico ainda desenhou nas paredes das cavernas com carvão (arte rupestre).
Mas a grande revolução desta arte ocorreu na Idade dos Metais, quando o ser humano dominou a criação de ferramentas metálicas. E foi só na Idade Média que esta arte floresceu. 
Na Europa, por volta de 1600, nas tabernas, homens colocavam fogo em lareiras e utilizavam uma ferramenta para acomodar as brasas e a lenha. Essa ferramenta aquecia e em brasa era usada para decorar as mesas e paredes de madeira da taberna e por ser chamada de “poker”, deu origem ao termo “poker art” ou “poker work”. 
O primeiro trabalho impresso sobre pirografia data de 1751, publicado na Inglaterra. Atualmente há em museus da Europa, aparelhos utilizados no Século XIX, onde principalmente mulheres aqueciam vários “pokers” com carvão, para realizar trabalhos mais detalhados e finos. Até esta altura, os “pokers” eram de ferro, era necessário envolvê-los em panos ou papéis para segurá-los. Depois de algum tempo, apareceram “pokers” com cabos de madeira, que rapidamente invadiram todos os utensílios que aquecem, como ferros de passar, ferros de soldar, etc... 
No final de 1800, o benzeno era o combustível predominante. Um sistema de pirografia foi criado com uma garrafa e duas mangueiras de borracha. Através do bombeamento de um atomizador (como os utilizados por perfumes) o artista conseguia manter a caneta aquecida mais tempo. Nessa época, também chamada de Era Vitoriana, a pirografia floresceu na Europa e nos Estados Unidos, tornando-se uma arte popular. Alguns dos trabalhos do inventor deste sistema de pirografia ainda podem ser vistos no Smithsonian Institute, em Washington. 
Finalmente o advento da eletricidade veio facilitar muito o trabalho do artista pirogravurador. Os primeiros ferros de soldar elétricos foram utilizados com sucesso para a pirografia. Mas, em 1916, houve a primeira patente para o “Hot Point Pen” (ou caneta de ponta quente). O fio que levava energia para a caneta passava por um reostato, que controlava a intensidade da corrente, dando ao artista a variação de temperatura, tão necessária para os efeitos de luz e sombras... Teve início a pirografia realista. Trabalhos impressionantes foram criados, podendo ser vistos ainda hoje. 